# Samochody BMW

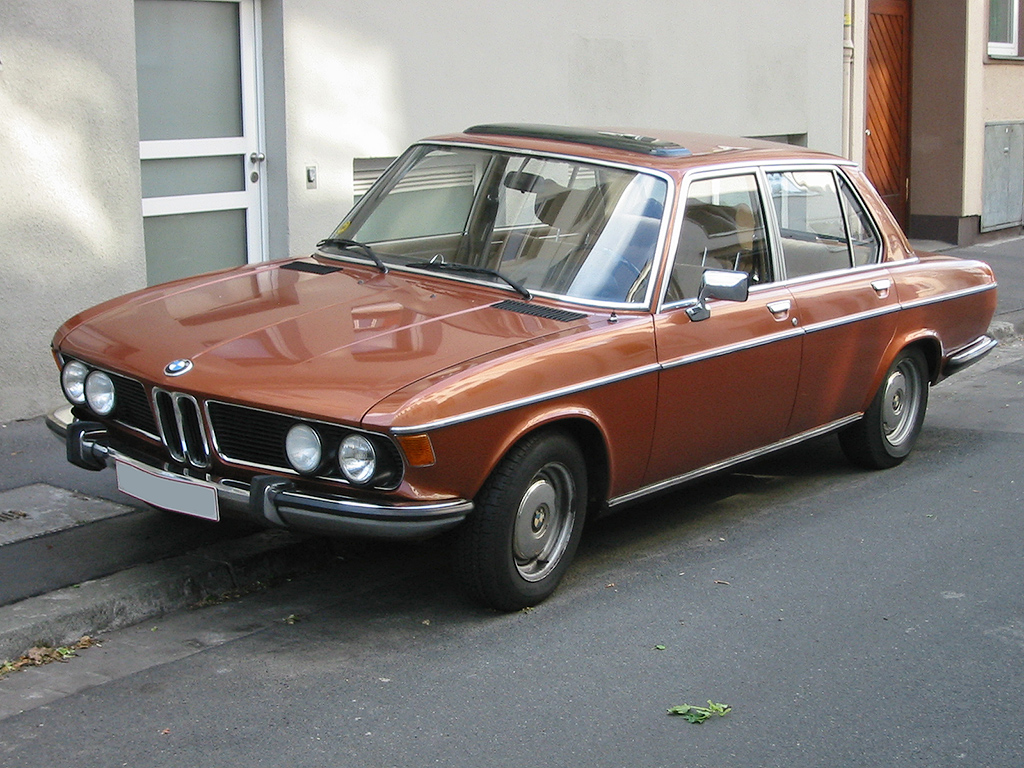
BMW E3 – poprzednik serii 7

Produkcja i dystrybucja samochodów osobowych stanowi główną gałąź działalności gospodarczej koncernu BMW. W 2007 r. koncern sprzedał 1 202 239 samochodów marki BMW, co w porównaniu do 2007 r. daje spadek o 5,8%. Poprzez przejęcie Fabryki Samochodów Eisenach (niem. Fahrzeugfabrik Eisenach) ponad dziesięć lat od założenia firmy, BMW stał się producentem samochodów osobowych. Pierwszym samochodem marki BMW był model BMW 3/15 z 1929 r., który mocno wzorował się na swoim pierwowzorze: samochodzie Austin Seven.
W latach 60. XX w. przy wprowadzeniu na rynek modeli tak zwanej nowej klasy (niem. neue Klasse) w nazwie modeli BMW pojawił się odnośnik do pojemności skokowej silnika. Ten system nazewnictwa kontynuowano także w modelach serii -02. Wraz z początkiem Letnich Igrzysk Olimpijskich w Monachium w 1972 r. BMW zaprezentował nowy model BMW 520 (czytane pięć – dwadzieścia). Od tego modelu rozpoczęto jednolite, stosowane do dzisiaj we wszystkich modelach BMW nazewnictwo z podziałem na tzw. klasy. I tak nazwa BMW 520 oznaczała model serii 5, czyli klasy średniej, a liczba 20 odnosi się do silnika o pojemności skokowej 2,0 litrów. W późniejszych latach firma rozluźniła tę zasadę i kombinacja dwóch ostatnich cyfr nie zawsze odnosi się do pojemności skokowej silnika zastosowanego w danym modelu. Oprócz trzech cyfr w nazwie modeli BMW dodawane są litery: np. d – dla silników wysokoprężnych, czy x – dla modeli wyposażonych w układ napędu na cztery koła xDrive.
W 1989 r., wprowadzając do sprzedaży model BMW Z1, użyto do nazwy klasy samochodu literę alfabetu. I tak literę Z zarezerwowano dla sportowych modeli typu roadster. Drugą serią produkcyjną, której nazwę określa litera alfabetu jest seria samochodów sportowo-użytkowych (SUV), czyli modele BMW X3, X4, X5 i X6.
Pojazdy BMW, uważane na ogół jako odznaczające się przemyślaną konstrukcją i solidnym wykonaniem, są nabywane przez użytkowników dysponujących względnie znacznymi środkami finansowymi. Bmw, w powszechnej opinii, nie może być tani, ponieważ potencjalni klienci straciliby zaufanie do marki, jednak wóz jest wart swej ceny.

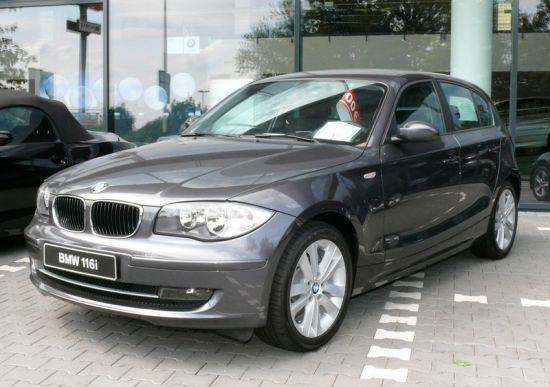
BMW serii 1 (E87)

## BMW serii 1
- seria 1 – najmniejsze modele marki BMW klasy kompakt. W 2008 r. do klientów trafiło 225 095 egzemplarzy z tej serii, co stanowiło 18,7% rocznego zbytu marki BMW. Jest to druga pod względem liczby sprzedanych samochodów seria produkcyjna w koncernie BMW.
W odróżnieniu od swoich konkurentów (np. Audi A3, Alfa Romeo 147) BMW serii 1 jest jedynym w klasie samochodów kompaktowych pojazdem z napędem na tylną oś. Auto ma prawie doskonały rozkład masy wynoszący 50:50, co gwarantuje niespotykane w klasie kompaktowej właściwości jezdne.
Samochód ten został wprowadzony do sprzedaży w 2004 r. w wersji 5-drzwiowej, w marcu 2007 r. został przeprowadzony lifting tego modelu, a w czerwcu 2007 r. do sprzedaży oddano 3-drzwiową wersję „jedynki”. Wraz z liftingiem w 2007 r. koncern zdecydował się na modernizację silników napędzających małe BMW. Zastosowano w nich nowatorską technologię efficient dynamics pozwalającą na zwiększenie mocy przy ograniczeniu zapotrzebowania na paliwo. Na efekt ten składają się takie rozwiązania jak: silnik benzynowy z bezpośrednim wtryskiem drugiej generacji (high precision injection), funkcja auto start-stop, wskaźnik punktu zmiany biegu, sterowanie klapami powietrza, elektryczne wspomaganie kierownicy, opony o zredukowanym oporze toczenia oraz system odzysku energii hamowania. Warto podkreślić fakt, iż BMW serii 1 jest obecnie jednym z najbardziej zaawansowanych technologicznie modeli BMW.
Obecnie samochód jest dostępny w czterech wersjach nadwozia, oraz siedmiu wersjach silnikowych. Podczas 62 Międzynarodowej Wystawy Samochodowej we Frankfurcie nad Menem we wrześniu 2007 r. (Internationale Automobil Ausstellung = IAA) BMW zaprezentowało 2-drzwiową wersję coupé tego samochodu. Na wiosnę 2008 r. zapowiedziano już otwartą wersję kabrioletu na podstawie karoserii coupé.

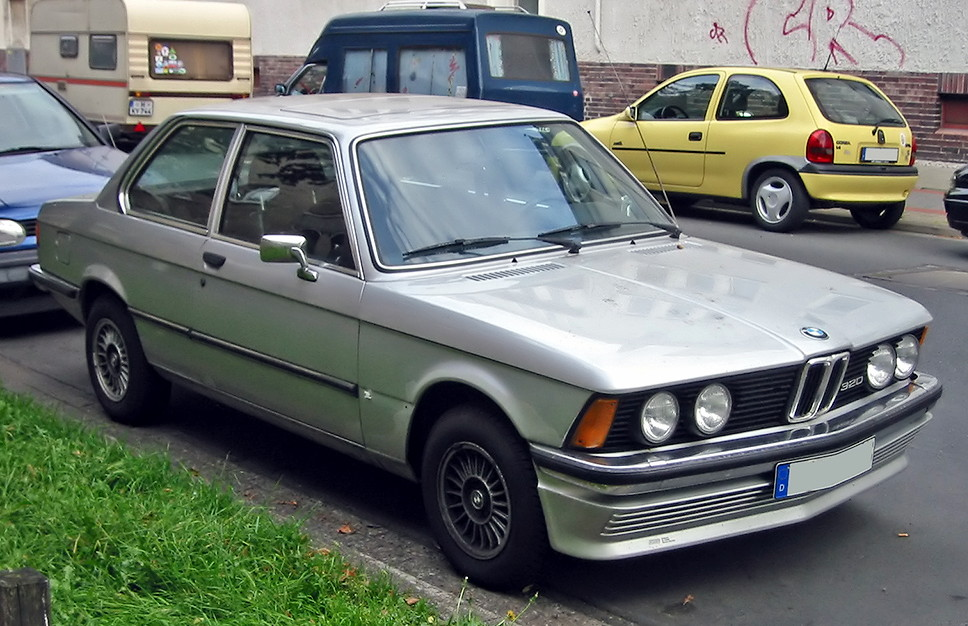
BMW serii 3 (E21)

Wersje nadwozia / wersje silnikowe

## BMW serii 3
- seria 3 – samochody klasy średniej. Jest to najważniejsza pod względem ilości wyprodukowanych i sprzedanych samochodów seria produkcyjna w koncernie BMW. W 2008 r. z tej serii sprzedano 474.208 modeli, co stanowiło 39,5% rocznego zbytu marki BMW. W klasie średniej modele serii 3 konkurują z takimi samochodami jak np. Audi A4, Alfa Romeo 156, 159, Honda Accord, Jaguar X-Type, Lexus IS, Mercedes klasy C, Saab 93, Volvo S40/V50, Volvo S60.
Poprzednikiem serii 3 były popularne w latach 60. modele serii 02, do której należał między innymi sławny model 2002. Pierwsza „trójka” (kod produkcyjny E21) została zaprezentowana w 1975 r. i była produkowana do 1983 r.
W roku 1982 pojawił się następca pierwszej generacji trójki, który został oznaczony jako E30. Produkowany był on w 4 wersjach nadwoziowych, jako sedan, coupé, kabriolet oraz kombi (w nomenklaturze BMW określane jako touring). W tym czasie pojawiła się również wersja z napędem 4x4 (oznaczana jako ix – x jako symbol napędu 4x4 występuje w koncernie BMW do dziś) oraz sportowa odmiana M3. Produkcja tej generacji trójki przekroczyła 2 mln egzemplarzy. Samochody szeregu E30 wytwarzane były do roku 1994; jako ostatnią zakończono produkcję odmiany kombi.
Następca E30 pojawił się w roku 1990. BMW oznaczyło go jako E36. Do dotychczasowych odmian nadwoziowych tj. sedana, coupé, kabrioletu i kombi dołączył na przełomie 1993 i 1994 r. kompakt (nazwany przez BMW po prostu compact). Auto produkowane było do 1999 r.
Następca BMW serii 3 E36 zadebiutował w 1998 r. jako sedan (typoszereg E46). Samochód wytwarzano w 5 wersjach nadwoziowych: sedan, coupé, kombi, kabriolet oraz kompakt. Samochód produkowano do 2005 r.
Obecnie dostępne na światowych rynkach modele BMW serii 3 (E90) należą do piątej generacji tej serii i są dostępne w czterech wersjach nadwozia (BMW zdecydowało o zaprzestaniu produkcji odmiany kompakt na rzecz wprowadzonej zupełnie nowej serii 1). Pierwszą wersją oddaną do sprzedaży był w marcu 2006 r. 4-drzwiowy sedan. Sześć miesięcy później we wrześniu 2006 zaprezentowano 5-drzwiową wersję kombi. Kolejno we wrześniu 2006 r. i w marcu 2007 r. do sprzedaży trafiły wersje coupé i kabriolet. W porównaniu z poprzednimi edycjami serii 3 te dwa modele znacznie odróżniają się stylistycznie od wersji sedan i kombi. Między innymi zostały zmienione: przednia maska, optyka przedniego zderzaka i przednich świateł, przez co przód samochodu wydaje się bardziej płaski i aerodynamiczniej uformowany. Sylwetka samochodu została znacznie wysmuklona, zmodyfikowano także tył auta, zmieniając całkowicie optykę świateł tylnych. Modyfikacje te mają podkreślić dynamiczny i sportowy charakter tych samochodów i wyróżnić ich indywidualność w klasie średniej. Nowością w koncernie BMW jest zastosowany w kabriolecie składany metalowy dach.
Podczas Międzynarodowej Wystawy Samochodowej we Frankfurcie nad Menem we wrześniu 2007 r. BMW zaprezentowało 4. edycję sportowej wersji „trójki” M3 opartej na aktualnym nadwoziu coupé. Specjalnie dla tego modelu został zaprojektowany przez spółkę działu sportu firmy BMW (BMW Motorsport GmbH) wysokoobrotowy 4-litrowy silnik V8 o mocy 420 KM. Jest to pierwsza 8-cylindrowa jednostka napędowa V8, która znalazła zastosowanie w samochodzie serii 3. Pod koniec 2007 r. w samochodach serii 3 zastosowano zmodernizowane silniki 4-cylindrowe, które zaopatrzono m.in. w technologię efficient dynamics. Pod koniec 2008 r. BMW odświeżyło serię 3 przeprowadzając facelifting limuzyny oraz touringa. W późniejszym czasie zapowiadany jest również lifting odmiany coupé i cabrio. Rzadko spotykaną odmianą BMW serii 3 (E92/E93) jest model o oznaczeniu 335is produkowany tylko na terenie USA i Kanady. Jak określił producent, jest to auto pomiędzy 335i a M3 z dodatkiem litery „s” która miałaby oznaczać „sportową” wersję powszechnie znanej 335i. Produkcję modelów „is” rozpoczęto w połowie 2010r a zakończono w 2013 r. Sumaryczna ilość tej wersji wynosi 6993 sztuki, produkowana była tylko w 2 wersjach: E92 w ilości 3597 sztuk oraz E93 w ilości 3396 sztuk. Pomimo że wersje 335i od 2010 roku posiadały silnik o oznaczeniu N55 (nowsza wersja N54 stosowana w poprzednich 335i) w modelu „is” ulepszono dobrze już znany N54 i zwiększono jego moc oraz oznaczono go nazwą N54T. Modele „is” występowały zarówno w wersji z manualną, jak i automatyczną skrzynią biegów, przy czym automatyczna skrzynia biegów występowała tylko i wyłącznie w wersji z 2 sprzęgłową sportową skrzynią biegów DCT/DKG.

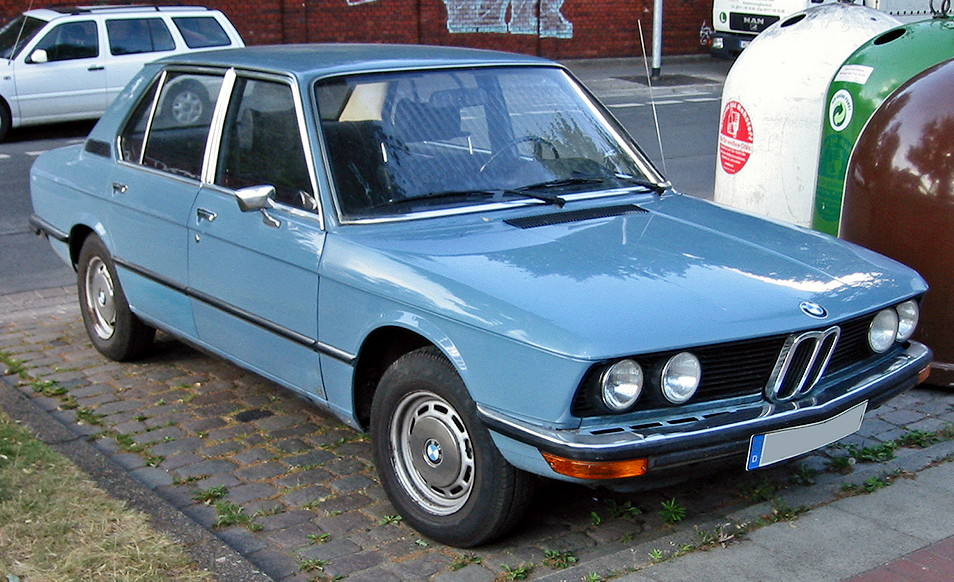
BMW serii 5 E12 (1972-1976)

Wersje nadwozia / wersje silnikowe

## BMW serii 5
- seria 5 – samochody klasy średniej wyższej. Jest to trzecia pod względem ilości sprzedanych samochodów seria produkcyjna w koncernie BMW. W 2008 r. sprzedano 202.287 „piątek”, co stanowiło 16,8% rocznego zbytu marki BMW. W swojej klasie samochodowej modele serii 5 konkurują z takimi samochodami jak np. Alfa Romeo 166, Audi A6, Honda Legend, Jaguar S-Type, Lexus GS, Mercedes klasy E, Saab 95, Volvo S80, Volvo V70.
- Pierwszy model z serii 5, 4-drzwiowy sedan (kod produkcyjny E12) trafił do sprzedaży w 1972 r. i był produkowany do 1981 r. Od tego modelu rozpoczęto w koncernie BMW nowe jednolite nazewnictwo dla wszystkich aut z podziałem na serie produkcyjne. Nazewnictwo to stosowane jest aż do dziś. Dopiero w 1991 r. BMW zdecydowało się na poszerzenie serii 5 o drugą wersję nadwozia, był to 5-drzwiowy kombi/touring (kod produkcyjny E34).

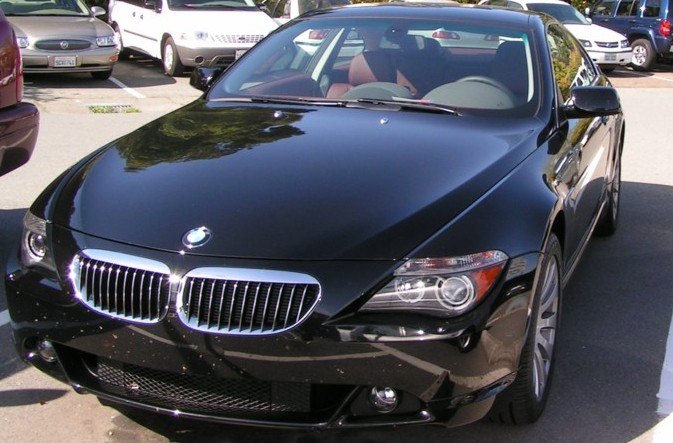
BMW serii 6 (E63)

Obecnie w produkcji jest już piąta generacja samochodów BMW serii 5, które dostępne są od 2003 r. w dwóch wersjach nadwozia. W maju 2005 r. do sprzedaży oddano sportową wersję „piątki” M5. Jednostką napędową M5 jest wysokoobrotowy 5-litrowy silnik V10. Dział sportu firmy BMW (BMW Motorsport GmbH) podczas projektowania tego silnika wzorował się i korzystał z technologii zastosowanej w jednostkach napędowych BMW z Formuły 1. Jest to jedyny 10-cylindrowy silnik produkowany przez BMW.
We wrześniu 2006 r. BMW zaprezentowało trzecią wersję nadwozia. Jest to 4-drzwiowy sedan, którego rozstaw osi w porównaniu z wersją podstawową powiększono o 140 mm. Samochód ten jest produkowany w fabryce BMW w chińskim mieście Shenyang. Model ten nie jest dostępny w Europie. Jego całkowita produkcja przeznaczona jest wyłącznie na potrzeby rynku chińskiego.

Wersje nadwozia / wersje silnikowe

## BMW serii 6
- seria 6 – sportowe, luksusowe samochody coupé klasy wyższej. W 2008 r. koncern BMW sprzedał 16.299 aut tej serii, co stanowiło ok. 1,4% rocznego zbytu marki BMW. W tej klasie modele BMW serii 6 konkurują z takimi samochodami jak: Mercedes CL, czy też Jaguar XK.

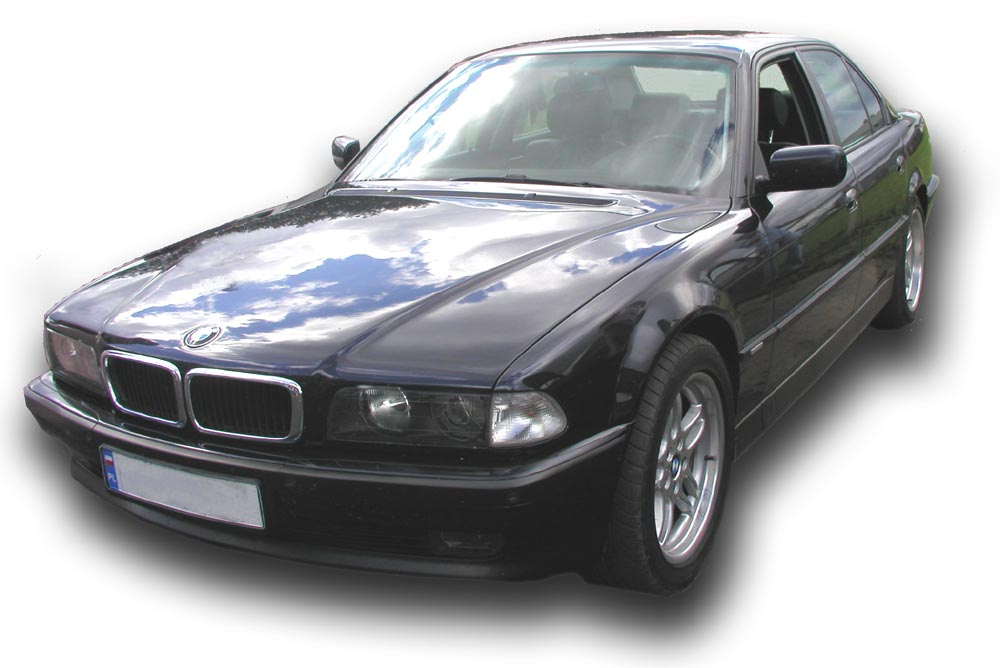
BMW serii 7 (E38)

Pierwszy coupé serii 6 został zaprezentowany w 1976 r. (kod produkcyjny E24), była to trzecia, po serii 5 i serii 3, seria produkcyjna, w której zastosowano nowe nazewnictwo z podziałem na serie produkcyjne. Do 1978 r. samochody serii 6 były produkowane całkowicie przez firmę Karmann. Jednak problemy z jakością zmusiły koncern BMW by przenieść montaż do własnej fabryki, a wkład firmy Karmann ograniczony został tylko do produkcji karoserii. W latach 1976–1989 wyprodukowano łącznie 86.219 samochodów z serii 6.
Cyfra 6 nie występowała przez kolejnych 15 lat w nazewnictwie w modelach BMW. Jako następcę tego modelu BMW wprowadziło w 1989 r. samochód nowej serii 8 (kod produkcyjny E31). Dopiero w 2004 r. na rynkach pojawił się nowy sportowy coupé, którego nazwę rozpoczyna cyfra „sześć”. Pół roku później serię 6 powiększono o luksusowy kabriolet, a w 2005 r. do nabywców oddano sportową wersję M6 o nadwoziu coupé i kabriolet. Jednostką napędową w tych modelach jest zastosowany również w samochodzie M5 10-cylindrowy silnik V10 o mocy 507 KM.

Wersje nadwozia / wersje silnikowe

## BMW serii 7

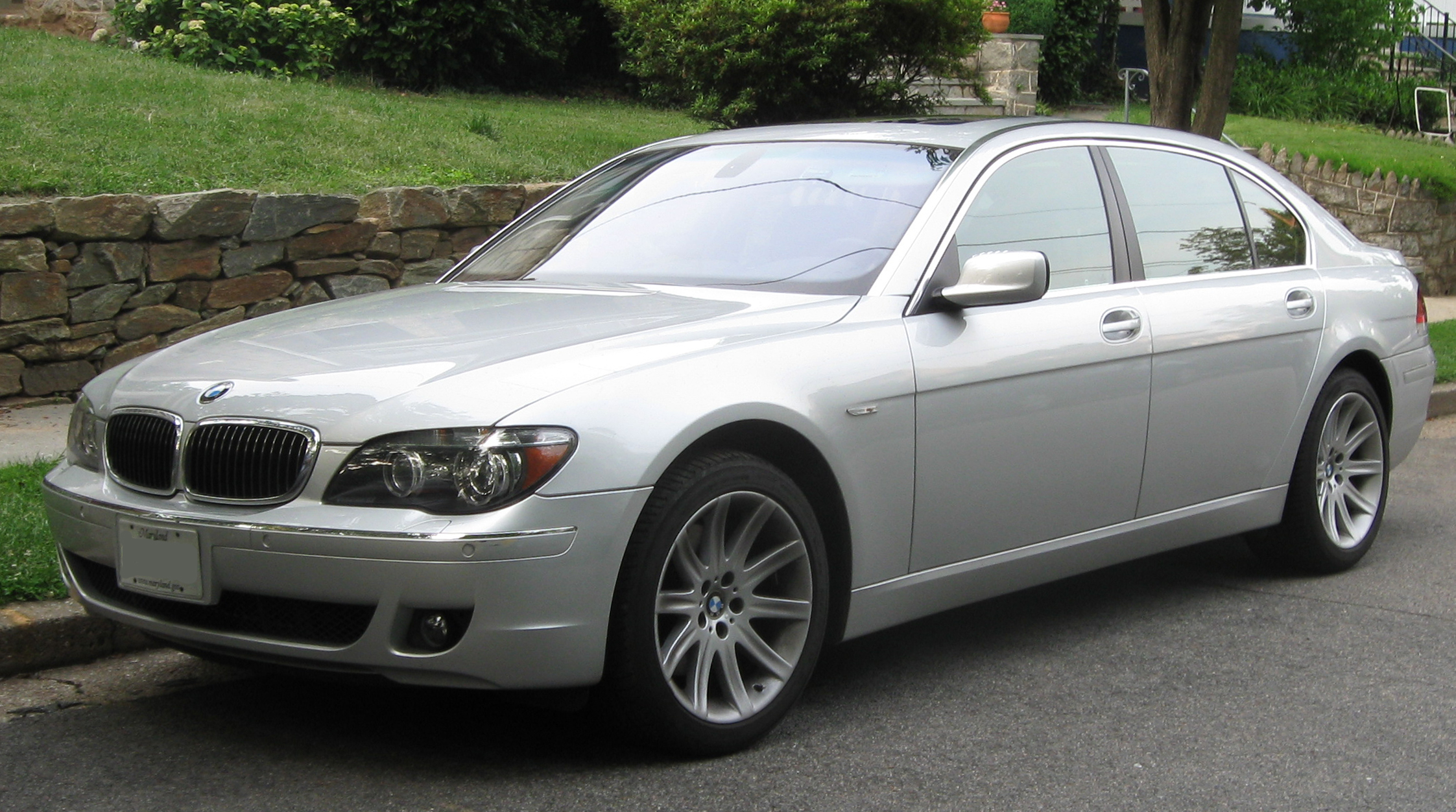
BMW serii 7 po liftingu (E65)

- seria 7 – luksusowe limuzyny klasy wyższej. W 2008 r. do klientów trafiło 38.835 egzemplarzy z tej serii, co stanowiło 3,2% rocznego zbytu marki BMW. Modele z serii 7 to największe i najbardziej prestiżowe samochody marki BMW, które w tej klasie konkurują z takimi samochodami jak: Mercedes klasy S, Audi A8, Jaguar XJ, czy też Lexus LS.
Pierwszy samochód o oznaczeniu 7 trafił do sprzedaży w październiku 1977 r. (kod produkcyjny E23) i był produkowany do 1988 r. Obecnie w produkcji znajdują się modele czwartej generacji „siódemki”, które na rynku są już od 2002 r. Obok podstawowej wersji nadwozia (4-drzwiowy sedan) w sprzedaży jest również drugi model, w którym rozstaw osi został powiększony o 140 mm. Modele serii 7 są jedynymi samochodami marki BMW, w których stosuje się 12-cylindrową jednostką napędową V12. W marcu 2005 r. przeprowadzono obszerny lifting tego modelu, reagując w ten sposób na negatywną krytykę stylistyki tego auta.
Na podstawie przedłożonej wersji nadwozia „siódemki” opracowano opancerzoną limuzynę BMW High Security, której struktura karoserii została wzmocniona płytami pancernymi. Modyfikacje te pozwoliły na przyznanie temu samochodowi największej ważnej w Niemczech klasy bezpieczeństwa B7. Aby mogła być przyznana ta klasa bezpieczeństwa, samochód musi między innymi przetrwać ostrzał z odległości 10 metrów ze snajperskiego wyborowego karabinu Dragunowa.
W styczniu 2007 r. BMW przedstawiło małą, limitowaną do 100 samochodów serię o napędzie wodorowym, BMW Hydrogen 7, której podstawę stanowi nadwozie wydłużonego modelu aktualnej serii 7. Jednostką napędową jest zmodyfikowany 12-cylindrowy silnik V12, który umożliwia jazdę zarówno na wodór, jak i na benzynę. Jest to pierwszy na świecie seryjny samochód z napędem wodorowym. Samochodu tego nie można kupić, jest on oddawany w leasing wybranym osobom ze świata polityki i show-biznesu, które są ambasadorami tej nowej technologii.

W drugiej połowie 2008 r. BMW wprowadziło do sprzedaży następcę serii 7 (jest to pierwszy samochód w gamie BMW, którego typoszereg oznaczono literą F), który jednocześnie wyznacza stylizacyjny trend nowych modeli BMW. Obecnie na polskim rynku auto dostępne jest z dwoma silnikami benzynowymi o pojemności 2979cm³ oraz 4395cm³ i mocach odpowiednio 326KM i 407KM. Producent oferuje również wersję wyposażoną w nowoczesnego turbodiesla o pojemności 2993cm³ i mocy 245KM. Ceny samochodu rozpoczynają się od 286.100 pln za auto z silnikiem wysokoprężnym oznaczone jako 730d. Na życzenie można zamówić również samochód z większym rozstawem osi oznaczony symbolem L, a także samochód w wersji opancerzonej (security).
Wersje nadwozia / wersje silnikowe

## BMW serii 8
- seria 8 – duże, sportowo-luksusowe coupé klasy wyższej, produkowane w latach 1988–1999.Wersje silnikowe 830i, 840i, 850i, wersja top 850csi.

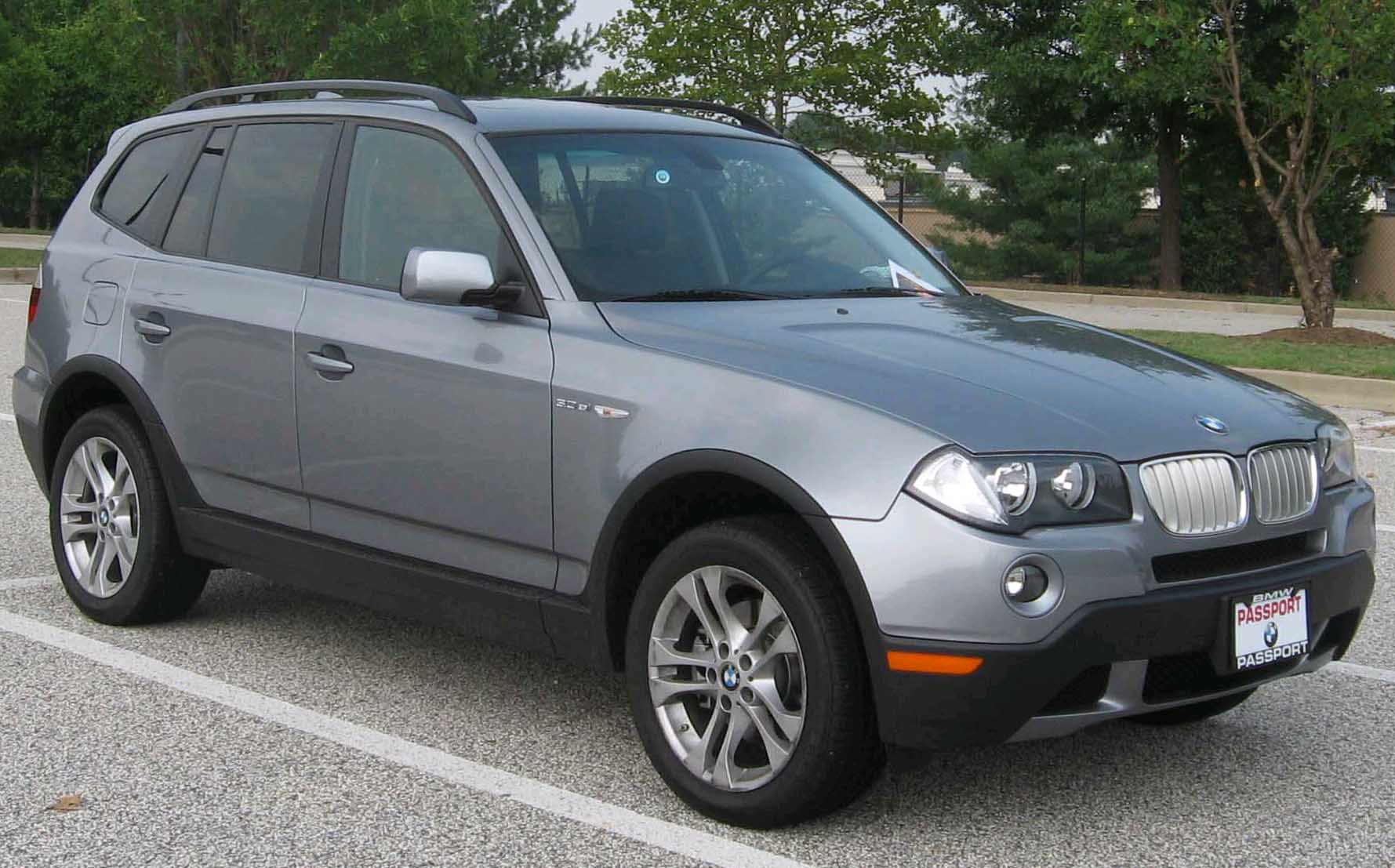
BMW X3, E83

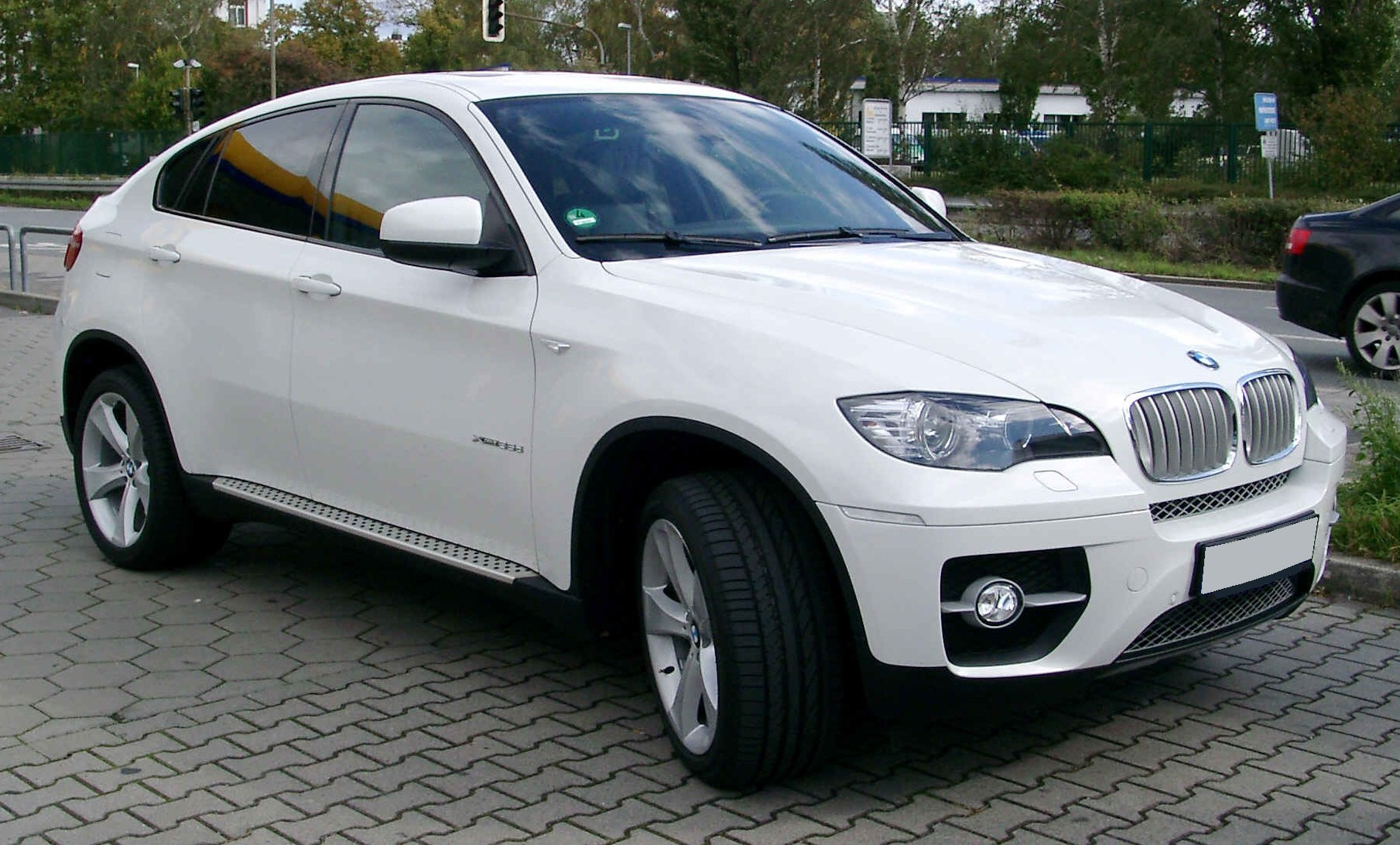
BMW X6, E71

## BMW serii X
- seria X – samochody klasy sportowo-użytkowej (SUV Sport Utility Vehicle), które w BMW znane są jako SAV (Sports Activity Vehicle). Obecnie na rynku dostępne są cztery modele BMW serii X.
  - BMW X5 – luksusowy SUV (Sport Utility Vehicle) o napędzie na cztery koła. W 2008 r. BMW sprzedało 116.489 modeli X5, co stanowiło 9,7% rocznego zbytu marki BMW. Konkurentami X5 w tej klasie są takie samochody jak: Audi Q7, Mercedes klasy M, Lexus RX Porsche Cayenne
Pierwszy BMW X5 został wprowadzony do produkcji w 1999 r. (kod produkcyjny E53) i był w sprzedaży do 2006 r. Samochód ten przeznaczony jest głównie na rynek północnoamerykański i dlatego też na miejsce produkcji wyznaczona została fabryka BMW w Spartanburg w stanie Południowej Karoliny. We wrześniu 2006 r. rozpoczęto produkcję drugiej edycji X5 (kod produkcyjny E70).
  - BMW X3 to kompaktowy SAV (Sport Activity Vehicle) o napędzie na cztery koła. W 2008 r. X3 znalazło 84.440 nabywców, co stanowi 7,0% rocznego zbytu marki BMW. Samochód ten był pierwszym przedstawicielem w tej klasie, a konkurentami mają być zapowiedziane modele Audi Q5, czy też Volkswagen Tiguan
Obecny na rynku BMW X3 jest pierwszą generacją tego samochodu (kod produkcyjny E83), który został zaprezentowany na Międzynarodowej Wystawie Samochodowej we Frankfurcie nad Menem w 2003 r. BMW nie przewidziało aż takiego sukcesu tego samochodu. Planowana roczna produkcja wydawała się zbyt mała, by samochód ten opłacało się produkować w jednej z fabryk BMW. Z tego powodu produkcję zlecono firmie Magna Stayer w austriackimi Graz. We wrześniu 2006 r. przeprowadzono lifting tego modelu.
  - BMW X6 – to luksusowy samochód klasy sportowo-użytkowej, przez BMW określany jako SAC – Sport Activity Coupe. W 2008 r. BMW sprzedało 26 580 modeli X6, co stanowiło 2,2% rocznego zbytu marki BMW. X6 Powstał na bazie modelu X5, jednak charakteryzuje się linią nadwozia czterodrzwiowego coupé, a technicznie jest bardziej dynamiczny od X5. Jest to trzeci model z serii X, a produkcję i sprzedaż rozpoczęto na początku 2008 r. Podczas 62 Międzynarodowej Wystawy Samochodowej we Frankfurcie nad Menem BMW przedstawiło stylistycznie zbliżony do wersji seryjnej prototyp pod nazwą BMW Concept X6.
  - BMW X1 – najmniejszy samochód marki BMW w gamie modeli X. Do sprzedaży trafi na jesieni 2009 r. Samochód zbudowany jest na bazie kompaktowej serii 1.

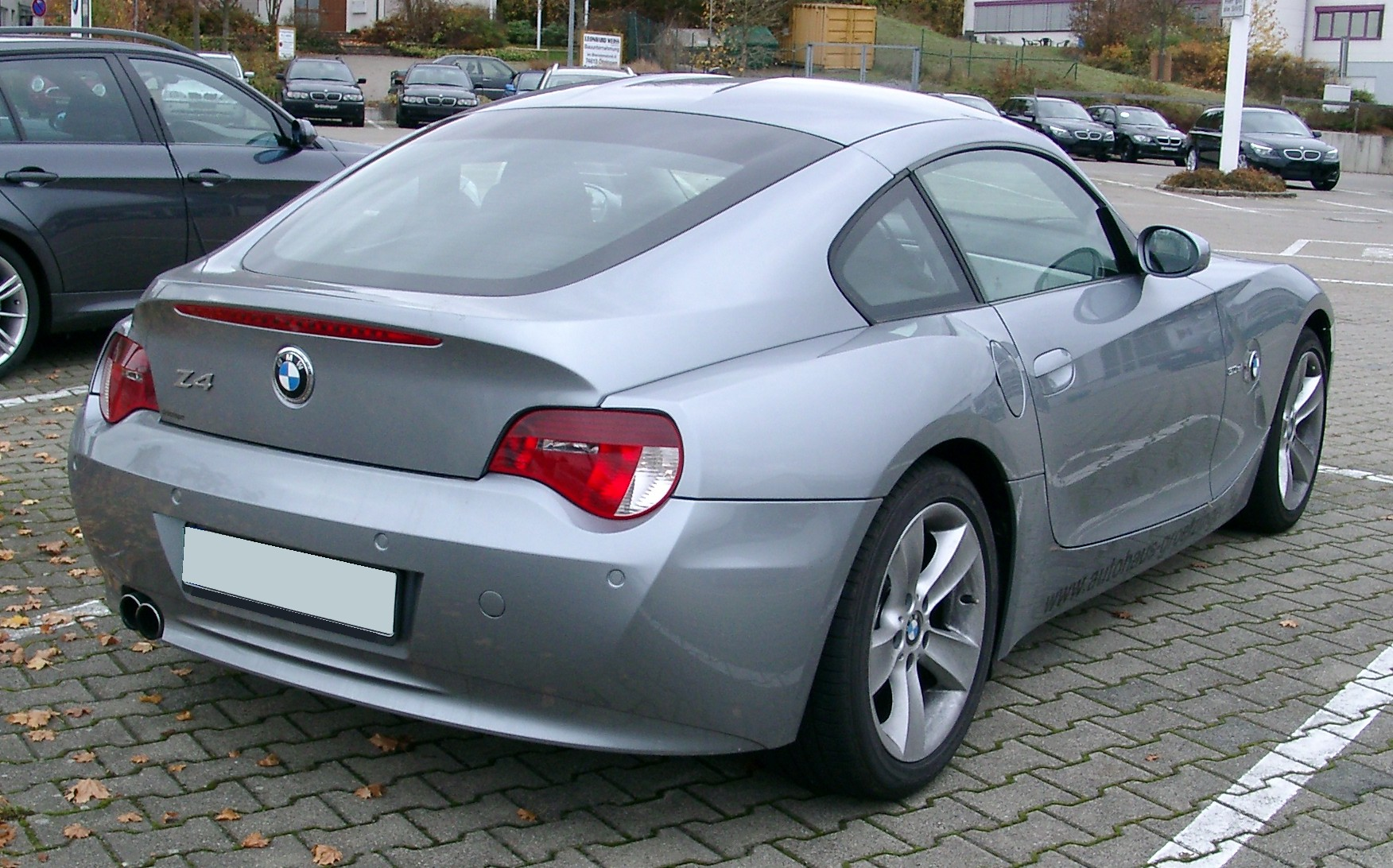
BMW serii Z. Model Z4 Coupé (E86)

## BMW serii Z
- seria Z – niewielkie, sportowe, dwusiedzeniowe samochody typu roadster i coupé. W 2007 r. sprzedano 18.006 egzemplarzy z tej serii, co stanowiło 1,5% rocznego zbytu marki BMW. BMW serii Z konkurują z takimi samochodami jak Audi TT, czy Mercedes SLK.
Koncern BMW utworzył w połowie lat 80. siostrzaną firmę BMW Technik GmbH, której zadaniem były badania nad nowymi, przyszłościowymi technologiami i przystosowaniu ich do produkcji seryjnej. Jednym z pierwszych projektów BMW Technik GmbH był mały sportowy roadster o nazwie Z1 (Z od niemieckiego słowa Zukunft, pol. przyszłość). Samochód ten pokazany został na Międzynarodowej Wystawie Samochodowej we Frankfurcie nad Menem w 1987 r., a pozytywna krytyka, z jaką spotkał się ten model, skłoniła kierownictwo BMW do rozpoczęcia produkcji małej serii, limitowanej do 8000 egzemplarzy. BMW Z1 był pierwszym samochodem marki BMW, którego nazwę nie poprzedzała cyfra tylko litera. Od tego modelu nazwa serii Z zarezerwowana została dla sportowych, dwumiejscowych samochodach marki BMW. Obecnie jedynym pojazdem z tej serii jest Z4 o otwartej wersji nadwozia typu roadster (kod produkcyjny E85) i mały sportowy coupé (kod produkcyjny E86). W 2009 r. pojawi się następca obecnie produkowanej Z-czwórki o takim samym oznaczeniu. Prawdopodobnie wersję roadster i coupé zastąpi jeden model ze składanym sztywnym dachem.

## BMW M
- M – najbardziej usportowione samochody M1 oraz serii 3, 5, 6, x5 i Z4 (do których są tylko podobne, tzn. mają ok. 30% części wspólnych) w topowych wersjach, z najmocniejszymi silnikami zdobywającymi tytuły „International engine of the year”. Samochody serii M posiadają świetne właściwości jezdne, są seryjnie bardzo bogato wyposażone, a lista wyposażenia dodatkowego jest długa. Maszyny te są produkowane przez BMW M GmbH (poprzednio BMW Motorsport GmbH) pododdział BMW.
- BMW M1
- BMW M3
- BMW M5
- BMW M6
- BMW M8
- BMW X5
- BMW M Roadster